# Glipidiomorpha riesei
Glipidiomorpha riesei là một loài bọ cánh cứng trong họ Mordellidae. Loài này được Franciscolo miêu tả khoa học năm 2001.